# Estigmene quadriramosa
Estigmene quadriramosa là một loài bướm đêm thuộc phân họ Arctiinae, họ Erebidae.